# Ігрежа-Нова (Барселуш)
Ігрежа-Нова (порт. Igreja Nova; МФА: [i.ˈgɾɐj.ʒɐ ˈno.vɐ]) — парафія в Португалії, у муніципалітеті Барселуш. Розташована в північно-західній частині країни, на теренах історичної португальської провінції Дору-Міню. Входить до складу округу Брага. За адміністративним поділом, чинним до 1976 року, терени парафії були складовою провінції Міню. Належить до Католицької церкви. Патрон — Діва Марія. Площа — 2,7227 км². Населення — 384 ос. (2011). Слабо урбанізований регіон. Густота населення — 141,04 осіб/км²
. Код — 030241.

## Населення
| Кількість мешканців | Кількість мешканців | Кількість мешканців | Кількість мешканців | Кількість мешканців | Кількість мешканців | Кількість мешканців | Кількість мешканців | Кількість мешканців | Кількість мешканців | Кількість мешканців | Кількість мешканців | Кількість мешканців | Кількість мешканців | Кількість мешканців |
| ------------------- | ------------------- | ------------------- | ------------------- | ------------------- | ------------------- | ------------------- | ------------------- | ------------------- | ------------------- | ------------------- | ------------------- | ------------------- | ------------------- | ------------------- |
| 1864                | 1878                | 1890                | 1900                | 1911                | 1920                | 1930                | 1940                | 1950                | 1960                | 1970                | 1981                | 1991                | 2001                | 2011                |
| 334                 | 329                 | 316                 | 387                 | 396                 | 394                 | 502                 | 526                 | 550                 | 551                 | 446                 | 412                 | 409                 | 445                 | 384                 |